# Scandale des mensualités
Le scandale des mensualités (en portugais le escândalo do Mensalão) est le nom donné à la crise politique qu'a traversée le gouvernement brésilien en 2005. Le terme de mensalão (popularisé par le député brésilien du Parti travailliste brésilien (PTB), Roberto Jefferson dans l'interview qui a fait éclater le scandale) est un néologisme synonyme de salário mensal ou mensalidade (« mensualité »). Il désigne le versement de pots-de-vin à des députés en échange de leur vote en faveur des projets de loi du pouvoir exécutif. 
En 2012, des condamnations importantes sont prononcées contre les principaux protagonistes. Pour la première fois depuis la fin du régime militaire en 1985, le Tribunal suprême fédéral inflige des peines d'emprisonnement pour corruption et association de malfaiteurs à des personnages clés du pouvoir.

## Des précédents
Dans son édition du 18 septembre 2004 (datée 22 septembre), l'hebdomadaire Veja accusait déjà le Parti des travailleurs (PT), parti du président brésilien Lula, de corruption, en affirmant qu'il aurait acheté des voix au Parti travailliste brésilien (PTB). Selon l'hebdo, le PT s'est engagé à payer la somme de 150 000 reals (ou "reais") à chaque député fédéral du PTB en échange du soutien des parlementaires de ce parti à l'exécutif, pratique courante au Brésil mais jamais vue jusqu'alors au PT, parti d'opposition qui se targuait de son honnêteté. La non-exécution de cet engagement aurait provoqué la rupture entre les deux partis, ce qui a abouti à une série de plaintes pour corruption déposées à partir de mai 2005.
Le 24 septembre 2004, le journal carioca Jornal do Brasil publie l'article « Miro dénonce des pots-de-vin au Congrès », le titre de une est « Le Palais du Planalto paie des mensualités aux députés ». L'auteur de l'article, qui fait allusion à ce qui avait été précédemment publié dans Veja, affirme que Miro Teixeira, ancien ministre des Communications, avait révélé l'existence du « mensalão » (mensualité) au Ministère public fédéral.
Le lendemain, le Jornal do Brasil publie une dépêche indiquant que le Président de la Chambre des députés, João Paulo Cunha (PT), s'engageait à enquêter de manière approfondie sur les plaintes. Selon le journal, le Président national du PPS, Roberto Freire, aurait commenté : « Ce sujet circule depuis des mois dans le Congrès sans que personne n'ait le courage de le traiter. »

### L'étincelle qui a mis le feu aux poudres
Le samedi 14 mai 2005, le numéro 1905 de Veja daté du mercredi 18 mai est disponible à la vente. À la page 54, l'article « L'Homme clef du PTB » dévoile un système de corruption dans les Postes, annoncé en couverture sous le titre « La Vidéo de la corruption à Brasilia ». S'appuyant sur des enregistrements en caméra cachée, le reportage montre le directeur du Département d'engagement et administration du matériel de la Poste, Maurício Marinho, expliquant à ses interlocuteurs (deux entrepreneurs) le fonctionnement du système de corruption impliquant des contrats publics, système qui serait géré par le directeur de l'Administration des Postes, Antônio Osório Batista, et par Roberto Jefferson, député fédéral de Río de Janeiro et président du PTB. La vidéo, diffusée par les principales chaînes de télévision, montre Marinho empochant une avance de 3000 reais (R$) en liquide pour garantir la fraude.
La participation de membres de l'Agence brésilienne de renseignement (Abin) à l'investigation sur la fraude à la Poste, laisse accroire que c'est le gouvernement lui-même qui a commandité l'enquête, dans le but de se séparer d'alliés encombrants sans avoir à en supporter le coût politique.
Cependant, une violente bataille politique s'engage lorsque le gouvernement tente de faire obstruction à l'instauration d'une Commission Parlementaire Mixte d'Interrogatoire (CPI) pour enquêter sur les faits.
Le vendredi 3 juin, le journal Folha de São Paulo titre : « Une tentative d'étouffer la CPI coûte R$ 400 millions » marquant une étape décisive vers l'instauration de la Commission. Dans l'article « L'Opération contre CPI enveloppe R$ 400 millions des amendements », publié de la section "Brésil", selon le journal, le gouvernement libérerait cette somme sous forme d'amendements au budget, comme monnaie d'échange pour que l'Assemblée législative ne demande pas de commission d'enquête.
À la suite de ces accusations, une bonne partie de la base soutenant le gouvernement rejoint l'opposition dans la défense de l'instauration de la CPI. Abandonné par ses ex-alliés, Roberto Jefferson contre-attaque. Le lundi 6 juin, le même Folha de São Paulo publie un entretien avec le député du PTB, jusqu'alors un membre du « banc de pierre » allié du gouvernement du président Luiz Inácio "Lula" da Silva donne Silva. Pendant la rencontre, Jefferson raconte que Delúbio Soares, trésorier du PT (le parti du président) payait une mensualité de R$ 30 000 à quelques députés du Congrès national brésilien, afin qu'ils votent de manière favorable au gouvernement. Roberto Jefferson se réfère à cette mensualité comme mensalão.
Le mot mensalão, ou une mensualité payée aux députés, devient fameux dans tout le pays à travers cet entretien. Selon Jefferson, l'opérateur du mensalão serait l'entrepreneur Marcos Valério de Souza, dont les agences de publicité SMP*B et d'ADN avaient de très importants contrats avec le gouvernement. La divulgation de la nouvelle aggrave la grave crise politique au sein du gouvernement brésilien et l'épisode devient célèbre en tant que escândalo do mensalão ou « scandale des mensualités ».
Après la plainte d'une opération, pour en finir avec la CPI et l'interview de Jefferson, l'instauration de la Commission devient inéluctable pour enquêter tant sur les plaintes de corruption dans les Postes que sur les mensualités.
Après avoir perdu cette bataille, le gouvernement tente alors d'imposer ses alliés à des postes clefs de la CPI des Postes, mise en place le 8 juin. La présidence et le rapporteur sont toutes deux occupées par des alliés du Palais de Planalto : le sénateur Delcídio Amaral (PT-MS) et le député fédéral Osmar Serraglio (PMDB-PR), respectivement.
Au sujet de la CPI du mensalão, elle est installée le 20 juillet, aussi avec alliés du gouvernement dans les accusations principales. Le sénateur Amir Lando (PMDB-RO) est désigné comme président et le député fédéral Ibrahim Abi-Ackel (PP-MG) en tant que rapporteur (responsable de la rédaction du rapport final). Ce dernier a été ministre de Justice dans le gouvernement Figueiredo, époque à laquelle il fut accusé d'une implication dans le « scandale des bijoux ».

## Principaux impliqués dans le scandale
(novembre 2023).
Le contenu est difficilement compréhensible vu les erreurs de traduction, qui sont peut-être dues à l'utilisation d'un logiciel de traduction automatique.
Ci-dessous, certains des principaux acteurs de la crise :

### Du Parti des Travailleurs (PT)

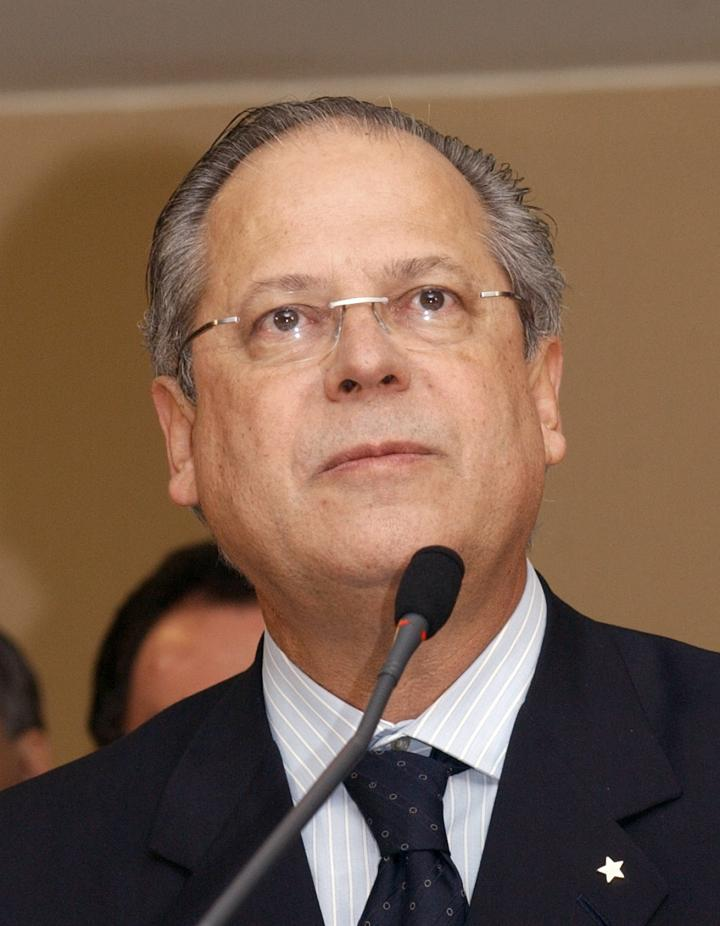
José Dirceu, ex-ministre et un député. Un des principaux protagonistes du scandale des mensualités

1. José Dirceu, un ex-ministre et un député, accusé par Jefferson d'être le « chef » et le « cerveau du plus grand système de corruption de l'histoire de la République ».
2. José Genoíno, président du PT. Dénoncé pour utiliser Marcos Valério comme garant de prêts le PT à côté des bancs du Brésil, Banco Rural et BMG. Il y a aussi sur lui un soupçon des doláres emparés dans le caleçon du conseiller de son frère, du député José Guimarães.

Delúbio Soares, trésorier du PT.
1. Marcelo Sereno, un dirigeant national du PT.
2. Silvio Pereira, un dirigeant national du PT, impliqué dans des scandales de corruption, dans avoir reçu un Land Rover d'un fournisseur de la Petrobras (sa décision a pu faire du bien à que), et dans le pillage, avec Delúbio et J'apaise, de la somme de R$ 4 932 467,12.
3. João Paulo Cunha (PT-SP), l'ex-président de la Chambre. Son épouse est l'une des personnes qui ont visité le Banc Rural dans Brasilia. Son explication initiale la CPI des Postes disait qu'elle était allée au banc seulement pour payer un compte de télévision par câble. Après on a confirmé qu'il était sorti R$ 50 000. Discrètement, Cunha a retiré la lettre de la CPI. Après, les extraits du Rural ont confirmé qu'elle a reçu R$ 200 000. À, le lui demander du sujet, João Paulo Cunha dit que tu les révises de Marcos Valério ils seraient « opportunément justifiés ».
4. Paulo Rocha (PT-SP) - un Ex-leader du PT dans la Chambre. Ont découvert l'une de ses conseillères entre les personnes qui sont allées au Banc Rurale. Avec la confirmation des pillages (au prix de R$ 920 000), il a renoncé au leadership du parti.
5. Un professeur Luizinho (PT-SP), ex-leader du gouvernement dans la Chambre, a eu un conseiller qui a reçu R$ 20 000 de Marcos Valério.
6. José Mentor (PT-SP), qui a eu un comportement polémique comme narrateur de la CPI du Banc Banestado quand il a fait faire disparaître, inexplicablement, les mentions au Banc Rurale dans le rapport final de la CPI. Son étude a reçu R$ 60 000 d'un compte du Banco Rural, dont le titulaire était une entreprise de Marcos Valério.
7. José Nobre Guimarães (PT-CE), frère de José Genuino. Ils ont trouvé son conseiller US$ 100 000,00 dans le calzoncillo, en plus de R$ 200 000,00 dans la valise. Le député Guimarães est aussi accusé de recevoir R$ 250 000 de compte de Marcos Valério.
8. José Adalberto Vieira donne Silva (PT-CE), prisonnier par la Police Fédérale avec US$ 100 000,00 dans le calzoncillo, le conseiller du député José Nobre Guimarães.
9. Josias Gomes (PT - BA), le suspect de retirer, personnellement, la quantité de R$ 100 000 des comptes de Marcos Valério.
10. Luis Gushiken, un ex-dirigeant de la SECOM (la Secrétaire de Communication, jusqu'alors avec statut social de ministère), qui indiquait des dirigeants pour les fonds de pension. Un accusé de favorecimiento de l'une correctrice de ses ex-associés, lié à ces fonds, qui ont inexplicablement grandi après la possession du président Lula. Les fonds de pension sont aussi accusés de favorecimiento un suspect au BMG et au Banc Rural (des bancs utilisées par Marcos Valério) dans l'application de ses recours.

### Du banc de pierre allié au gouvernement Lula
Le soi-disant « banc de pierre allié » est constitué des partis qui donnaient un appui politique au PT avant le commencement du scandale : le Parti travailliste brésilien (PTB), le Parti Progressiste (PP), le Parti libéral (PL) et le Parti du mouvement démocratique brésilien (PMDB).
1. Roberto Jefferson (PTB-RJ), qui a donné un lieu au scandale quand il a dénoncé la pratique du mensalão. Accusé d'opérer un schéma de recette des « contributions électorales » de fournisseurs d'étatiques comme les Postes, l'Institut de Réassurances du Brésil (IRB) et Furnas. Il est aussi accusé d'un crime électoral, après avoir reçu R$ 4 millions directement des mains de Marcos Valério (envoyé de José Dirceu) pour le PTB, dans une opération non déclarée à la Justice Électorale.
2. José Carlos Martinez (PTB-PR), un député déjà décédé. Accusé d'avoir reçu R$ 1 000 000,00
3. Romeu Queiroz (PTB-MG). Accusé d'avoir reçu 350 000,00 R$.
4. José Janene (PP-PR), cité par Jefferson depuis le commencement, était accusé de distribuer les mensualités pour des députés de PP. Son implication João Cláudio Genu a été vérifié par le témoignage de son conseiller à la Femme-policier Fédérale, qui a avoué faire les pillages et remettre l'argent à la trésorerie du PP.
5. Pierre Corrêa (PP-PE), président du PP, a été aussi dénoncé par Jefferson et inculpé dans Genu.
6. Pierre Henry (PP-MT), ex-leader de la Chambre, a été aussi impliqué par le témoignage de Genu.
7. José Borba (PMDB-PR), un ex-leader du PMDB dans la Chambre. Il est accusé par la directrice financière de la SMPB d'avoir reçu R$ 2,1 millions, mais il a refusé de signer la preuve de pillage (en l'obligeant à aller jusqu'à l'agence du banc pour libérer le paiement).
8. Valdemar Côte (PL-SP) Net, accusé d'être le distributeur du mensalão pour les députés à la Chambre du PL. Son ex-trésorier, Jacinto Lodos, est accusé d'être le plus grand bénéficiaire des pillages des comptes de Marcos Valério dans le Banc Rurale, après avoir reçu R$ 10 837 500,00. Pour éviter le processus de cassation, le député a renoncé aux prébendes, avant que dehors ouvert l'interrogatoire contre lui.
9. Un évêque Rodrigues (PL-RJ) - coordonnait le banc de pierre de l'Église Universelle du Royaume de Dieu dans la Chambre. Il a pu avoir reçu R$ 150 000. Il a été expulsé de son église.
10. Anderson Adauto (PL-MG), ex-ministre des transports, qui a reçu, par l'intermédiaire de son chef de cabinet, la valeur de R$ 1 000 000 de Marcos Valério.

### Les autres
1. Marcos Valério, entrepreneur, sans parti. Comme opérateur du mensalão, il est accusé de divers crimes d'ordre politique, financier, criminel, électoral et fiscal.
2. Eduardo Azeredo (PSDB-MG). Il n'est pas accusé d'une implication directe  dans le mensalão, mais il est accusé de recevoir des fonds de Marcos Valério pour la caisse noire de sa campagne électorale.
3. Un doute Mendonça, un publicitaire responsable de la campagne électorale de Lula. Son associée, Zilmar de la Silveira, apparaît comme la bénéficiaire de Marcos Valério, qui a reçu d'elle R$ 15 500 000.
4. Fernanda Karina Somaggio, secrétaire de Marcos Valério. Son agenda a été saisi par la Police Fédérale et il confirme l'implication de Valério avec Delúbio Soares et avec de divers députés accusés de corruption
5. Renilda Soares, épouse de Valério. Il n'a pas beaucoup ajouté aux investigations, mais il a dénoncé que José Dirceu avait pleine connaissance du schéma de corruption de Valério, et que tout était fait par son autorisation.
6. Banco Rural et BMG, banques utilisées par Marcos Valério pour ses opérations. Ce sont aussi les banques qui ont  fourni les prêts supposés au PT. Ces banques sont soupçonnées de recevoir des bienfaits indus de la part d'hommes politiques du gouvernement : ils y auraient fait déposer des millions provenant de fonds de pension (cas du Banco Rural), ou pour BMG l'octroi d'un crédit pou l'Institut National de Sécurité Sociale (INSS). L'encours de ces banques a augmenté sept fois pendant le gouvernement Lula.

### Au Portugal
1. Antonio Mexia, un ex-Ministre des Travaux publics, de Transports et des Communications du Portugal.
2. Miguel Antônio Igrejas Horta Costa, président de Portugal Telecom.

## Une chronologie
La crise au jour le jour

### Juin 2005
- Le 8 juin, (deux jours après la divulgation du paiement de mensualités par Jefferson) une Commission Parlementaire d'Interrogatoire (CPI) est installée pour enquêter sur la corruption dans les Postes que l'on commencerait avec le témoignage de Roberto Jefferson, ce qui résulterait dans l'investigation sur le contrat d'achat de votes de parlementaires.

- Le même jour, pendant un rencontre collectif, Delúbio Soares nie les plaintes dont il payait le mensalão et il s'est déclaré disposé à ouvrir son secret fiscal, ainsi que le secret bancaire de ses comptes personnels.

- Le 14 juin, un nouveau témoignage de Roberto Jefferson, cette fois au Conseil de l'Éthique de la Chambre des Députés. Le parlementaire dit qu'il avait communiqué l'existence du mensalão aux ministres Aldo Rebelo, Walfrido Mares Guide, Ciro Gomes, Teixeira, José Dirceu y Antônio Palocci A regardé. Ces deux derniers le nient, mais les quatre premiers confirment qu'ils avaient eu une connaissance du schéma. Roberto Jefferson demande alors que José Dirceu sorte du gouvernement « rapide ».

- Le 16 juin, Dirceu renonce au Ministère de la Maison Civile. Dirceu, eu à ses adversaires comme le Rasputín du Palais de Planalto, était considéré le fort homme du gouvernement, le membre du PT avec une plus grande influence sur le président Lula.

- Le 17 juin, Roberto Jefferson passe la maîtrise de la présidence du PTB.

### Juillet 2005
- Le 4 juillet, est publié dans la presse un document que Marcos Valério connecte certainement au PT : un prêt bancaire de R$ 2,4 millions dans lesquels Valério est garant (et mille arrive à payer de la poche la première partie de R$ 300). Le document était souscrit par Delúbio et par le président du PT, José Genoíno ;

- Le même jour, Sílvio Pereira, ou Silvinho, s'éloigne de la charge de secrétaire général du PT, de la face jusqu'aux accusations de Roberto Jefferson dont il était le « gérant du mensalão » ;

- Le 5 juillet, Delúbio Soares passe la maîtrise de la charge de trésorier du PT ;

- Le même jour, José Borba (un leader du PMDB) affirme dans un document que Marcos Valério partageait directement la nomination de directeurs pour les accusations publiques stratégiques (des directions d'étatiques), bien qu'il n'eût pas de charge publique. Le fait serait nié par la suite par Marcos Valério ;

- Le 6 juillet, on révèle que Marcos Valério a plus bougé de R$ 800 millions en ses comptes bancaires, dans les trois dernières années ;

- Le même jour, Marcos Valério prête un témoignage à la CPI, en niant les plaintes dont il avait pratiqué tout acte illégal. Son témoignage est considéré peu convaincant par le milieu parlementaire et par les annalistes politiques, sur tout parce qu'un fait sous la protection de l'un habeas corpus préventif accordé par le Tribunal Suprême Fédéral (STF), qui l'a exempté de prêter le compromis de dire seulement la vérité ;

- Le 7 juillet, un prêt de R$ 20 millions du Banc du Brésil (BB) au PT est révélé, sans que je ne le commerce il eût des garants ou des garanties dans des biens immobiles. La CPI se met à enquêter sur une « facilité » supposée de l'accès au crédit du BB par le PT, qui serait résultant du contol de la direction du banc par des membres du parti ;

- Le même jour, sont cassés les secrets bancaires, postaux et téléphoniques de Roberto Jefferson, de Delúbio Soares, de José Genoíno et de José Dirceu ;

- Le 8 juillet, José Adalberto Vieira donne Silva, conseiller de José Nobre Guimarães (qui est de sa part frère de José Genoíno) est arrêté par la Police Fédérale, dans l'Aéroport de Cumbica, dans Guarulhos/SP, avec R$ 200 000 réels dans un argent dans une valise, et US$ 100 000 dans le calzoncillo. Le jour suivant, José Genoíno demande une démission de la présidence du PT et José Adalberto perd la charge de conseiller. Le fait renverse un motif de plaisanteries, en entrant immédiatement depuis pour le folklore politique national ;

- Le 12 juillet, Lula termine une réforme ministérielle vaste, qui inclut la retraite du statut social de ministre de Luís Gushiken, de titulaire du Secrétariat de Communication du Gouvernement et de la Gestion Stratégique (Secom) contre qui il y a des soupçons de relations exceptions avec clients de fonds de pension sous son commando ;

- Le 14 juillet, tombe le président de l'Agence Brésilienne d'Intelligence (ABIN), Mauro Marcelo, après la divulgation de note dans laquelle il qualifie la CPI des Postes de "scène de cirque" et sonne les membres de la commission de « bêtes - fauves » ;

- Le même jour, Henrique Pizzolato, chef du marketing et Communication du Banco du Brésil, il demande sa retraite. Quelques jours avant, Fernanda Karina Somaggio, une ex-secrétaire de Marcos Valério, avait accusé le directeur de faire la partie de cercle de contacts que l'entrepreneur avait dans le gouvernement. Pizzolato avait déjà son image tachée à cause du parrainage du Banco du Brésil à un spectacle de la paire de chanteurs Zezé j'ai donné Camargo et Luciano dans un brasería de Brasilia/DF, en juillet 2004, puisque la rente de l'évènement est allée revertida sur la construction d'un nouveau siège du PT ;

- Le 15 juillet, Marcos Valério affirme, dans un rencontre au Journal National (le Réseau Globe), que les recours et les movimentaciones suspects de ses comptes bancaires proviendraient des prêts qui seraient destinés au PT, en caractérisant un « caissier 2 » (un fond irrégulier) du parti. L'opposition a soupçonné que c'était une manœuvre pour dévier l'attention de Valério et du PT, qui essaierait de réduire son irrégularité aux crimes électoraux (dont les peines sont plus molles dans la législation brésilienne). Quelques membres de la CPI font l'allusion à la soi-disant « Opération Uruguay » du gouvernement du président Fernando Collor de Mello, dans lequel ils justifiaient l'origine de grandes sommes d'argent (incompatibles avec les revenus du président) comme partie d'un prêt supposé contracté en Uruguay. Par la suite, on a découvert que le prêt rapporté était fictif, en étant l'Opération l'Uruguay seulement une tentative de laver de l'argent, conformément élucidé pendant la CPI du PC Farias (du gouvernement Collor) ;

- Le 20 juillet, le député Eduardo Paes (PSDB-RJ) appelle la farce supposée « Opération le Paraguay » on, pour se fréquenter d'une copie de l'originale, avec l'allusion le fait dont beaucoup de produits piratés rentrent au Brésil une voie le Paraguay. Le même jour l'ambassadeur du Paraguay au Brésil, Luis González Arias, une protestation par rapport à la forme péjorative comme son pays a été mentionné ;

- Le 17 juillet, Delúbio Soares affirme, dans un rencontre au Réseau le Globe, que l'irrégularité unique qu'il aurait commise a été celle-là pointue deux jours avant par Marcos Valério ;

- Le même jour et sur le même canal de télévision, une rencontre accordée par le président Lula va à l'air quand de son passage par Paris. Les annalistes politiques et l'opposition soupçonnent que ces deux rencontres, ainsi qu'à de Marcos Valério, exhibée antérieurement, elles auraient été préparées, en vue de que le contenu de toutes ils pointent que le trésorier du PT serait le coupable unique. Ce serait une stratégie orientée par des avocats pour que les crimes supposés fussent eus comme d'une gravité plus petite ;

- Le 19 juillet, la faillite du secret bancaire de Marcos Valério et de ses entreprises montre que des dépôts ont été faits le leadership de divers partis, inclusivement du PT : le président de l'époque de la Chambre des Députés, João Paulo Cunha (PT-SP) apparaît comme bénéficier par un pillage de R$ 50 000, dans un argent, fait par son épouse. Jusqu'alors, João Paulo disait qu'elle était allée à l'agence du Banco Rural seulement pour payer un compte de TÉLÉ à un brigadier. Des pillages de R$ sont aussi découverts 320 000 faits par Anita Leocádia, conseillère du leader du PT dans la Chambre, Paulo Rocha (PT-BA), dans la valeur de R$ 320 000, ainsi que divers d'autres pillages par des conseillers de leaders du PT et de la base alliée ;

- Le même jour, Sílvio Pereira depone dans la CPI des Postes, en répondant qui avait toute l'influence qui lui est attribuée combien d'à l'indication de personnes et à la libération de paiements de la part du gouvernement et du PT. Protégé par habeas corpus accordé par le Tribunal Supérieur Fédéral, Sílvio Pereira se refuse à éclairer l'accusation dont une automobile Land Rover aurait un gain, paie la vue fait par José Paulo, ce qui est ouvrier de l'entreprise GDK, présidé par César Oliveira que Sílvio Pereira admet connaître. Cette entreprise a gagné, le 2004, un contrat de R$ 90 millions à côté de la Petrobras. Sílvio Pereira, dont le salaire comme ouvrier du PT est de R$ 9 000, est accusé d'avoir une rente incompatible avec son patrimoine, qui inclut une maison et une couverture dans São Paulo, en plus d'une demeure dans Ilhabela ;

- Le 20 juillet, la CPI est installée de lui du Contrat d'achat de Votes ;

- Le même jour, Delúbio Soares depone dans la CPI des Postes, aussi protégé par habeas corpus. En réitérant la rencontre accordé à le Réseau le Globe, Delúbio a dit qu'il était le coupable unique par le « caissier deux » du PT, je tends préféré, mais, utiliser l'euphémisme « un argent non comptabilisé » ;

- L'autre témoignage du jour, cette fois à la Commission d'Éthique de la Chambre, est prêté par Marie Christina Mendes Caldeira, une ex-femme du député fédéral Valdemar Costa Net (PL-SP). Marie Christina confirme que son ex-mari recevait le mensalão qui ont illégalement apporté des dollars pour le pays et, en corroborant l'accusation faite par Roberto Jefferson, que Valdemar est un joueur irrépressible ;

- Encore ce jour, à partir d'un communiqué du Conseil du Contrôle d'Activités Financières (COAF), le Tribunal Supérieur Fédéral bloque le compte de l'épouse de Marcos Valério, Renilda Fernandes de Souza, après qu'elle a essayé de sortir R$ 1,8 million d'un compte dans le Bank Boston de Belo Horizonte/MG ;

- Un autre fait du 20 de ce mois est l'exonération, elle demandé, de Rodrigo Barroso Fernandes de la présidence de la Fondation Municipale de Culture de Belo Horizonte. Rodrigo, qui refuse d'être sorti R$ 274 000 de comptes des agences SMP*B et d'ADN entre 2003 et 2004, il était considéré le « bras droit » du maire de Belo Horizonte, Fernando Pimentel (PT), pour qui il avait travaillé comme trésorier pendant la campagne de l'élection de 2002 ;

- Le 21 juillet, le député fédéral Paulo Rocha laisse la charge de leader du PT dans la Chambre ;

- Le 22 juillet, Delcídio Amaral admet que Roberto Costa Pinho a travaillé pour sa campagne électorale de 2002. Roberto a été l'auteur d'un pillage de R$ 350 000 du compte de la SMP*B. En plus de cela, le président de la CPI des Postes consolide avoir été garant d'un contrat de location d'une maison sur le Champ Grande/MS pour Roberto ;

- Le même jour, Sílvio Pereira admet qu'il a erré après avoir accepté un présent d'un entrepreneur avec intérêts dans des licitations et demande pour sortir du PT ;

- Aussi le même vendredi, le quotidien de Rio de Janeiro O Globe publie qu'il y a un indice de connexion entre Delúbio, Dirceu, Jefferson et la « mafia de la santé », une équipe spécialisée en fraudes contre l'Institut National de Sécurité Sociale (INSS) et le Receita Federal, à ce qu'on suppose commandé par l'argentin César de la Cruz Arrieta. La matière a par les enregistrements de base dans lesquels ils entendent des conversations sur le paiement de mensualités.

### Août 2005
- Le 1er août, arrive le renoncement du député fédéral Valdemar Costa Neto, le président du PL directement enveloppé des plaintes de Roberto Jefferson sur un accueil de mensalão. Avant de renoncer il a admis avoir reçu de l'argent indûment pour payer « des dettes » du parti.

- Le 2 août, le Président national du PSDB, Eduardo Azeredo, avoue que sa campagne à la réélection du Gouvernement de l'État de Mines Gerais a maintenu un « Caissier 2 », j'étends un argent reçu du schéma de Marcos Valério. Azeredo a essayé de minimiser le poids des accusations contre lui en les attribuant à la tentative supposée du gouvernement de dévier le foyer des investigations de CPI des Postes. Il a consolidé bien que « eventuales une irrégularité dans le processus électoral » elles ne pourraient pas être confondues avec « une autre chose, plus grave et répugnante », selon son opinion, qui serait le paiement de mensualités elle parlementaires pour qu'ils votent en faveur du gouvernement.

- Le 2 août, pendant une séance Parlementaire du Conseil de l'Éthique et de la Décence de la Chambre des Députés, le député Roberto Jefferson, il réaffirme, dans la présence de l'ex--ministre de la Maison Civile et un député fédéral José Dirceu, la plainte sur le mensalão et toutes les accusations qu'il avait antérieurement faites contre la coupole du Parti des Travailleurs et de José Dirceu. Comme une nouveauté, Roberto Jefferson dit que sous orientation de José Dirceu, en janvier 2005, des émissaires du PT et du PTB ont été au Portugal de demander l'argent, qui serait utilisé pour solder les dettes des deux partis, au Portugal Telecom. Pendant cette séance, Dirceu a aussi refusé d'avoir été averti du député fédéral Roberto Jefferson sur le paiement de mensualités ("mensalão"). L'ex-ministre a aussi nié les accusations dont il serait le mentor intellectuel du schéma de paiement de mensalão.

- Le 3 août, la Présidence de la République du Brésil « nie formellement que Marcos Valério ait été, dans tout moment, autorisé à se présenter comme “consultant du Président du Brésil” à côté du gouvernement portugais ou dans toute autre situation ».

- Le 4 août, l'ex--ministre portugais de Travaux publics, de Transports et de Communications Antonio Mexia se trouve avec l'ambassadeur du Brésil au Portugal, à Antônio Paes d'Andrade. Meneaba dit qu'il a eu « l'occasion de manifester au monsieur le ambassadeur [du Brésil] la répudiation totale à la tentative d'implication de son nom, dans des questions de politique interne du Brésil ».

- Le 4 août l'ex-ministre portugais de Travaux publics, de Transports et de Communications Antonio Mexia dit que Marcos Valério ne s'est présenté jamais comme représentant du gouvernement brésilien. La déclaration de Mexia contredit apparemment un rencontre donné par lui pour le journal portugais Explicite, en 16 juillet 2005. Dans le rencontre, selon le journal, Mexia aurait dit qu'il a reçu Valério comme « consultant du Président du Brésil ».

- Le 4 août la presse divulgue la nouvelle dont l'agenda officiel, de l'époque dans laquelle José Dirceu était Ministre de la Maison Civile, enregistre que lui et l'entrepreneur Marcos Valério se sont trouvés avec le président du banc un actionnaire du Portugal Telecom, 13 jours avant le voyage de l'entrepreneur brésilien avec le trésorier pas officiel du PTB à la Lisbonne, pour qu'ils se réunissent avec directeurs du Portugal Telecom.

- Le 5 août, Portugal Telecom dément les insinuations dont il aurait une relation j'excuse avec l'entrepreneur brésilien Marcos Valério. Le Président de l'entreprise, Miguel Huerta et une Côte, dit que le député brésilien Roberto Jefferson peut accuser l'entreprise.

### De nombreuses démissions
Ci-dessous une liste de personnalités ayant perdu leur poste à la suite du scandale des mensualités :
1. Mauricio Marinho, chef du Département d'Engagement des Postes, le 14 mai.
2. Le directeur d'administration des Postes, Antonio Osório Batista, et son conseiller immédiat, Fernando Godoy, le 16 mai.
3. Luiz Appolonio Neto, président de l'Institut de Resseguros du Brésil (IRB), le 21 mai.
4. Toute la direction des Postes et de l'IRB en 7 juin.
5. Les directeurs de Furnas : Dimas Fabiano Tolède, Rodrigo Botelho Campos et José Roberto Cesaroni Cury, en 30 juin.
6. José Dirceu, ministre de la Maison Civile, le 14 juin.
7. Roberto Jefferson, président du PTB, le 17 juin.
8. Silvio Pereira, secrétaire général du PT, le 4 juillet.
9. Delúbio Soares, trésorier du PT, le 5 juillet.
10. Glenio Guedes, directeur du Conseil des Recours du Système Financier, le 6 juillet.
11. José Adalberto Vieira donne Silva, conseiller du député José Nobre Guimarães, le 8 juillet.
12. José Nobre Guimarães, dirigeant du répertoire provincial du PT-CE, le 9 juillet.
13. José Genoino, président du PT, le 9 juillet.
14. Marcelo Sereno, secrétaire de communication du PT, le 9 juillet.
15. Henrique Pizzolato, chef du marketing du Banco du Brésil, le 10 juillet.
16. Luiz Gushiken du Ministère de la Communication et de la Gestion Stratégique est baissé. Son dossier arrête d'être un ministère. Le 12 juillet.
17. Luiz Gushiken est nouvellement baissé. Il arrête de commander le Secrétariat de Communication et un conseiller de Lula se retourne, en 21 juillet.
18. Valdemar Costa Neto, un député fédéral et président du PL, a renoncé à l'ordre, le 1er août.
19. Marcio Lacerda, secrétaire - exécutif du Ministère de l'Intégration Nationale, un dossier du ministre Ciro Gomes, en 2 août.
20. Manoel Severino, président de l'Hôtel des monnaies du Brésil, demande une démission en 3 août.
21. Danilo de Camargo, coordonnateur de la Commission d'Éthique du PT le 6 août.

## Condamnations
En novembre 2012, José Dirceu est condamné à dix ans et dix mois de prison avec une amende de 676 000 reais (260 000 euros). José Genoino (PT), ex-président à l'époque des faits, est condamné à six ans et onze mois de détention - en régime de semi-liberté - et à une amende de 468 000 reais (180 000 euros). Delubio Soares (ancien trésorier du PT) reçoit une peine de huit ans et onze mois de prison et une amende de 325 000 reais (125 000 euros). 25 des 37 accusés ont été reconnus coupables d'avoir pris part à ce réseau de corruption. 

## Sources
- (fr) Brésil, le gâchis, Le Monde diplomatique, octobre 2005
- (fr) Lula empêtré dans une affaire de corruption, RFI
- (fr) Scandales financiers au Brésil - Lula: tout compte fait, Le Devoir
- (fr) Brésil: l'ex-trésorier du Parti des Travailleurs évoque une caisse noire, AFP
- (en) New allegations in Brazil scandal, BBC News, 27 juillet 2005
- (en) Articles catégorisés 2005 Political crisis in Brazil, sur Wikinews en anglais.
- (pt) Articles catégorisés Crise política ameaça governo Lula, sur Wikinews en portugais.